# Aeropuerto de Miramichi
El Aeropuerto de Miramichi (en inglés: Miramichi Airport)  (IATA: YCH, ICAO: CYCH) se encuentra 1,6 millas náuticas (3,0 km; 1,8 millas) al sur de Miramichi, una localidad de la provincia de Nuevo Brunswick, al este de Canadá.
La pista era de 5.899 pies x 159 pies (1.798 m × 48 m), pero en 2012 se amplió a 10.006 pies x 150 pies (3.050 m × 46 m) y se mantiene durante abierta todo el año. Tiene una superposición de pavimento (a partir de 1998), con nuevas luces de aproximación y una nueva calle de rodaje. El aeropuerto es la base de operaciones del Departamento de Recursos Naturales y Energía  y de la Protección Forestal Limitada, que poseen y operan una flota aérea. Además, una instalación de pruebas de motor de General Electric J85 se encuentra en el aeropuerto.